# Vetseke
Vetseke de Kukenois también Vyachko, rey de Koknese (ruso: Вячко) fue un caudillo letón que aparece en la crónica de Enrique de Livonia, citado como rey de Kukenois (latín:rex Vetseke de Kukonoyse).
Era vasallo del Principado de Pólatsk luchando contra las cruzadas expansionistas de los caballeros livonios en la cruzada de Livonia entre 1207 y 1208. Posiblemente, según las crónicas, fue un caudillo livonio converso que cambió su nombre a la forma eslava Vyachko tras su bautismo cristiano ortodoxo. Su muerte en el campo de batalla, vio truncado su deseo de dominar Letonia y Estonia bajo el principado de Koknese. 

## Crónica de Enrique de Livonia
Aunque en principio sus dominios estaban sometidos a Polotsk, en 1205 cedió la mitad de su territorio al obispo Alberto de Buxhoeveden como tributo para la defensa de los ataques de los lituanos. Por otro lado, las relaciones con los caballeros livonios nunca fueron buenas. Las continuas ofensivas le obligaron a enfrentarse a los cruzados desde su fortaleza de Koknese, hasta que fue capturado en 1208 y encadenado, pero su aliado Daniel de Lielvārde (Danielus de Lenewarde) notificó al obispo Alberto de Riga quien ordenó su libertad y reponer todas sus riquezas y posesiones.
En 1223 hubo un levantamiento anticristiano general en toda Estonia. Los alemanes y los daneses fueron sometidos a espada y algunos sacerdotes fueron sacrificados ritualmente a los dioses paganos. Después de que las guarniciones alemanas fueron aniquiladas, los estonios ocuparon todas las fortalezas. Para asegurar su éxito militar inicial, las tropas eslavas mercenarias fueron invitadas desde Novgorod y Pskov y estacionadas en varias fortalezas clave como Viljandi y Tartu .
Vetseke, que había perdido sus anteriores dominios ante los cruzados y el ejército de Livonia, recibió dinero y doscientos hombres de la República de Novgorod para que pudiera establecerse en Tarbatu (el actual Tartu) o en cualquier otro lugar «al que pudiera conquistar, él mismo». En la historiografía rusa, este pago por ayuda militar se presentó tradicionalmente como un sometimiento de los estonios a Vetseke y el correspondiente paso de impuestos. Sin embargo, la historiografía soviética, lo interpretó como una cooperación ruso-estonia en la defensa de Tartu como un signo de amistad entre las dos naciones hermanas contra un enemigo común: los colonizadores alemanes.
Para 1224, Tartu seguía siendo el último centro de resistencia anticristiana en el sur de Estonia. Además de la resistencia del condado de Ugandi, se sumaron muchos combatientes por la libertad de Sakala y otras provincias vecinas (provincias de vicinas omnes). Después de la Pascua, los cruzados pusieron sitio a Tartu, pero se vieron obligados a retirarse tras cinco días de lucha. Los obispos por su parte, enviaron una delegación a Vetseke y le pidieron que renunciase apoyar a los rebeldes paganos en la fortaleza, pero decidió quedarse porque los novgorodianos y los príncipes rusos le habían prometido la fortaleza y las tierras circundantes si podía conquistar ellos para sí mismo.
El 15 de agosto de 1224, el ejército cruzado, reforzado con un gran número de tropas cristianas letonas y livonias, regresó con todo su poder a Tarbatu. El segundo asedio de Tartu en 1224 duró muchos días y noches. A Vetseke y sus 200 rusos cristianos se les ofreció nuevamente el paso libre a través del campamento cruzado, pero Vetseke, esperando un ejército de relevo de Novgorod, se negó. Cuando finalmente cayó la fortaleza, todos los defensores de Tarbatu, incluidas las mujeres, fueron aniquilados en el ataque final. Según la Crónica de Enrique de Livonia, Vetseke, junto con los rusos, intentaron oponer resistencia en una de las fortificaciones, pero todos fueron arrasados y asesinados. De todos los defensores de Tarbatu, solo un ruso de Suzdal quedó con vida. Le dieron ropa y un buen caballo y lo enviaron de vuelta a Novgorod. Las tropas de ayuda de Novgorod ya habían llegado a Pskov cuando recibieron la noticia de Tartu, por lo que decidieron cancelar la expedición y hacer las paces con los alemanes.